# Ben Stokes
Benjamin Andrew Stokes, né le 4 juin 1991 à Christchurch en Nouvelle-Zélande, est un joueur de cricket international anglais considéré comme l'un des meilleurs joueurs de cricket.

## Biographie

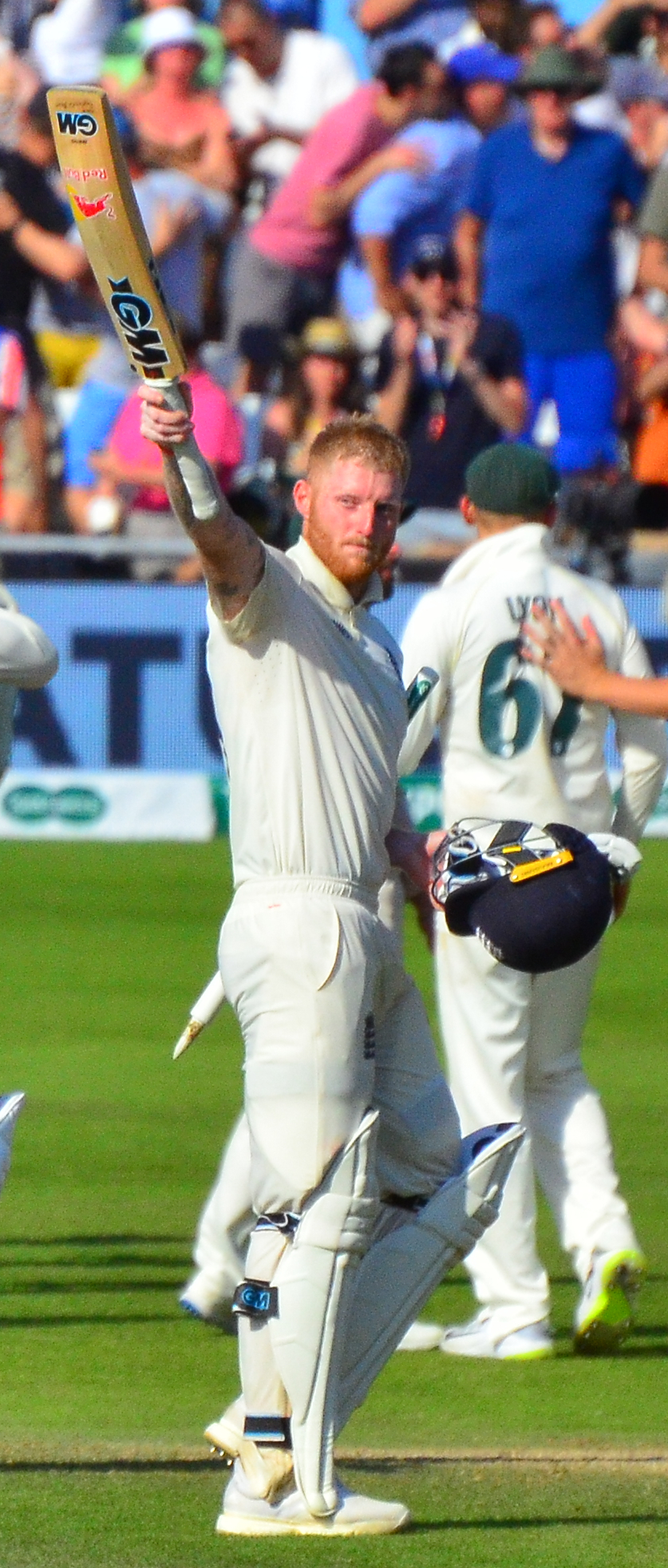
Après une performance historique, Ben Stokes lève sa batte pour célébrer la victoire anglaise lors du troisième match de The Ashes en 2019.

Né à Christchurch en Nouvelle-Zélande en 1991, Ben Stokes part habiter en Angleterre avec son père dans le comté de Cumbria à l'âge de 12 ans. Son père, Gerard « Ged » Stokes, est un ancien joueur reconverti entraîneur de rugby à XV qui arrive en Europe pour entraîner le club de Workington Town. En Angleterre, l’adolescent Ben Stokes tombe amoureux de cricket et lorsque ses parents retournent vivre en Nouvelle-Zélande, le jeune adulte de 21 ans reste au Royaume-Uni pour poursuivre une carrière professionnelle dans son sport préféré.
En janvier 2016, Ben Stokes réussit le plus rapide double century de l'histoire de l'équipe d'Angleterre lors de Test cricket, en 163 balles, marquant un record de 258 points depuis la sixième position à la batte lors d'une large victoire face à l'Afrique du Sud.
En février 2017, le joueur anglais se présente aux enchères de l'Indian Premier League et est recruté par les Rising Pune Supergiants pour un montant de 14,5 crores roupies indiennes (soit 1,7 million £), sept fois son prix de réserve et le record de la ligue pour un joueur étranger. Tout au long de la saison, Stokes fait taire les critiques et justifie son prix avec 316 courses en douze rencontres et un titre de meilleur joueur de la ligue. Après avoir manqué deux matchs pour une blessure à l'épaule, il réussit un century, le deuxième d'un Anglais en IPL après Kevin Pietersen, dans une victoire contre les Gujarat Lions. Quittant son équipe avant la phase finale pour rejoindre l'équipe nationale, l’entraîneur des Punes Stephen Fleming regrette son départ après la défaite d'une course en finale du club.
En septembre 2017, la vedette du cricket anglais est arrêtée à Bristol après une bagarre à l’extérieur d'une boîte de nuit. Après onze mois de tapage médiatique, Stokes est reconnu non coupable. Après l’annonce du verdict, il est convoyé à nouveau en équipe d'Angleterre.
Lors du match d'ouverture de la Coupe du monde de cricket de 2019, Stokes s'illustre en réussissant contre l’Afrique du Sud un spectaculaire catch,. En finale, Ben Stokes se montre décisif dans une partie qui oppose ses deux pays de cœur, l'Angleterre et la Nouvelle-Zélande. En août, lors du troisième match de The Ashes, Ben Stokes réussit une série de 135 balles sans être éliminé dans l'historique remontée de 359 points des Anglais,,. En fin d'année, il est désigné sportif de l’année 2019 par la BBC devant Lewis Hamilton et Dina Asher-Smith.
En juillet 2022, Stokes annonce prendre sa retraite internationale, à la surprise générale, à cause de la demande physique et mentale du calendrier international.

### Vidéographie
- [vidéo] (en) Ben Stokes: Phoenix from The Ashes, reportage de Chris Grubb et Luke Mellows, 2022, 104 minutes.